# أنخيل أورتيغا
أنخيل غارسيا أورتيغا (بالإسبانية: Ángel Ortega)‏ (مواليد 20 نوفمبر 1989 في كاستيون دي لا بلانا، بلنسية) هو لاعب كرة قدم إسباني، يلعب لنادي ألزيرا، في مركز المدافع الأيمن.

## وصلات خارجية
- أنخيل أورتيغا على موقع قاعدة بيانات كرة القدم.إي يو (الإنجليزية)
- أنخيل أورتيغا على موقع Soccerway.com (الإنجليزية)

- Villarreal official profile[وصلة مكسورة]
- BDFutbol profile
- Futbolme profile (بالإسبانية)
- Transfermarkt profile